# Plamenec (vlajka)

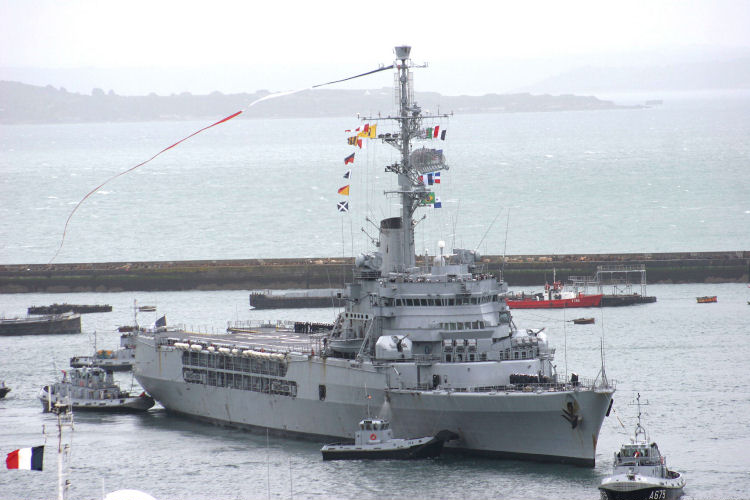
Plamenec na francouzském křižníku Jeanne d’Arc

Plamenec (někdy psán plaménec) je druh služební vlajky na válečných lodích, který se vztyčuje až na vrcholu hlavního stěžně lodi, jíž velí důstojník. Má tvar velmi dlouhé, úzké, trojúhelníkové nebo rovnoramenně lichoběžné vlajky podobné stuze zužující se do špičky (resp. s useknutou špičkou v případě tvaru rovnoramenného lichoběžníku).
Na starých plachetnicích se používaly plamence tak dlouhé, že sahaly od vrcholu stěžně až do vody. Někdy se jím říkalo biče. Plamence se nazývaly velitelské (flotilní) vztyčované na lodi, na níž je důstojník velící celé skupině lodí, a plamenec velitele lodi, je-li jím důstojník. Plamence s odstřiženou špičkou se používají například jako Commissioning Pendant v Royal Navy nebo jako plamence návěstní či plamence kódu a plamence číselné. Jiný druh plamence je trojúhelníková vlajka s poměrem výšky k základně podstatně menším. Slouží jednak ve vlajkové abecedě jako pomocný neb opakovací plamenec, jednak jako hodnostní vlajka. K poslednímu účelu se používá také dvojplamenec.